# Vampiri (film 1988)
Vampiri (To Die For) è un film del 1988 diretto da Deran Sarafian e interpretato da Brendan Hughes, Duane Jones (alla sua ultima apparizione cinematografica), Philip Granger, Julie Maddalena ed Amanda Wyss.

## Trama
Mentre la città di Los Angeles è sconvolta da una serie di macabri omicidi nei quali alle vittime è stato asportato tutto il sangue, Kate Wooten, giovane agente immobiliare, si innamora di Vlad Tepish, principe romeno immigrato in Occidente in cerca di una dimora. Quello che la donna ignora è che Vlad è un vampiro millenario il cui fratello Tom - l'autore dei vari delitti - è interessato a conquistarla per farne la sua sposa.

## Produzione
Il produttore Greg H. Sims voleva produrre un film su Dracula che enfatizzasse gli aspetti romantici del vampiro, poiché riteneva che le incarnazioni precedenti non avessero attinto adeguatamente a quel lato del personaggio. Sims aveva preso in considerazione l'idea di intitolare il film Dracula: The Love Story, ma alla fine decise di optare per To Die For poiché minimizzare i collegamenti con Dracula avrebbe contribuito ad aumentare le possibilità commerciali del film. Sims scelto Brendan Hughes per il ruolo di Vlad avendo precedentemente lavorato con lui in La scuola degli orrori e perché pensava che Hughes avesse tutte le qualità che voleva vedere nella sua interpretazione di Dracula. Gli effetti speciali del film sono stati supervisionati da John Carl Buechler
Il film venne girato con un budget di 1 milione di dollari.

## Distribuzione
Presentato in anteprima al Virginia Festival il 28 ottobre 1988, il film ha avuto una distribuzione limitata nelle sale cinematografiche statunitensi da parte della Skouras Pictures nel maggio 1989.
In Italia venne presentato in anteprima al Fantafestival l'8 giugno 1989.
Il film è stato distribuito in VHS dalla Academy Entertainment alla fine degli anni '80 ed è stato distribuito in DVD negli Stati Uniti con il titolo Bram Stoker's To Die For dalla Triumph Marketing nel 2005.

## Sequel
Il film ha avuto un sequel nel 1991 intitolato Son of Darkness: To Die For II.